# شانه‌موش بولیوی
شانه‌موش بولیوی (نام علمی: Ctenomys boliviensis) نام یک گونه از سرده شانه‌موش است.